# 臺灣玉筋魚
臺灣玉筋魚（学名：Bleekeria mitsukurii），又名臺灣布氏筋魚、臺灣槍標魚、沙鰍，为玉筋魚科布氏筋魚屬下的一个种。